# Pál Járdányi

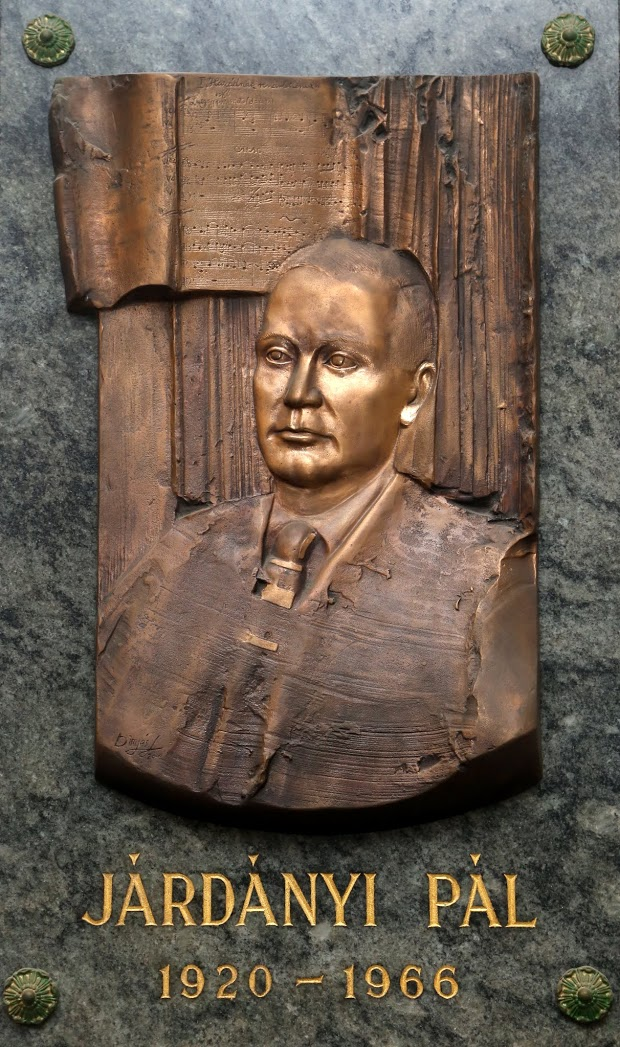

Pál Járdányi, Taufname Pál Paulovics, (* 30. Januar 1920 in Budapest; † 29. Juli 1966 ebenda) war ein ungarischer Komponist und Musikpädagoge. 
Járdányis Eltern, der Archäologe István Paulovics und die Lehrerin Maria Eperjessy, waren beide begeisterte Amateurmusiker. Járdányi hatte noch eine Schwester mit Namen Márta. Als er 18 Jahren alt war, ließ der Vater seinen Nachnamen in Járdányi magyarisieren. 
Während seines Studiums am Budapester Konservatorium war er u. a. Schüler von Zoltán Kodály. Danach wirkte er erst als Musikkritiker und wurde 1946 als Professor an das Budapester Konservatorium berufen. Neben seiner Lehrtätigkeit war er auch kompositorisch tätig. Sein Stil lehnt sich an den seines Lehrers Kodály an. Er schuf unter anderem eine Sinfonie, eine Rhapsodie, ein Konzert für Harfe und Kammerorchester, ein Concertino und verschiedene Werke für Kammermusik. 
Eine Musikschule in Budapest trägt heute seinen Namen.